# Mônaco nos Jogos Olímpicos de Verão de 1964
Mônaco participou dos Jogos Olímpicos de Verão de 1964 em Tóquio, Japão. O país não ganhou medalhas.

## Desempenho
O país de Mônaco teve como representante o atleta René Battaglia, que competiu no halterofilismo.

### Halterofilismo(1 atleta)
| Atleta         | Evento      | Arranque (kg) | Arremesso (kg) | Total (kg) | Posição |
| -------------- | ----------- | ------------- | -------------- | ---------- | ------- |
| René Battaglia | até 82,5 kg |               |                | 407,5      | 16º     |